# علي الجابري (لاعب كرة قدم)
علي هلال سعود الجابري المعروف باسم علي الجابري (مواليد 29 يناير 1990) هو لاعب كرة قدم عماني يجيد اللعب كلاعب وسط مدافع لصالح نادي فنجاء ومنتخب عمان.

## روابط خارجية
- علي الجابري على موقع الاتحاد الدولي (مؤرشف)  (الإنجليزية)
- علي الجابري على موقع قاعدة بيانات كرة القدم.إي يو (الإنجليزية)
- علي الجابري على موقع ناشيونال فوتبول تيمز (الإنجليزية)
- علي الجابري على موقع Soccerway.com (الإنجليزية)
- علي الجابري على موقع كووورة